# Іонова Марія Миколаївна
Марія Миколаївна Іонова (нар. 31 травня 1978, Київ) — український політик, народний депутат України 7-го, 8-го та 9-го скликання. Державний службовець 5-го рангу (з липня 2005).

## Життєпис
Марія Іонова народилася 31 травня 1978 року у Києві.

### Освіта
1995 року закінчила середню загальноосвітню школу № 191 (місто Київ).
1999 року закінчила Київський національний економічний університет, здобула базову вищу освіту та отримала диплом бакалавра з фінансів та кредиту, викладача економіки.
2000 року закінчила Київський національний економічний університет, здобула повну вищу освіту, магістр зі страхового менеджменту.
2000 року закінчила Міжнародний науково-технічний університет (магістр міжнародної економіки).
У період 2001 року по 2005 рік — навчання в аспірантурі, здобувач за спеціальністю «світове господарство та міжнародна економіка», Інститут світової економіки й міжнародних відносин НАН України.
У 2008 році закінчила Національну академію державного управління при Президентові України (магістр державного управління).

### Трудова діяльність
З січня 2000 року по грудень 2001 року — менеджер у представництві фірми «Апіфарм ЮК, ЛТД» (Велика Британія) в Україні.
З 2001 року по 2003 рік — заступник директора з зовнішньоекономічної діяльності ТОВ «BM-2000».
У період 2003 року по 2004 рік — фінансовий консультант Вольво Трак Корпорейшн.
З вересня 2003 по грудень 2005 року — помічник народного депутата України від блоку “Наша Україна” Олега Рибачука на громадських засадах.
У 2005 році — консультант Президента України Секретаріату Президента України.
З 2005 року по 2006 рік — головний консультант організаційно-протокольного відділу Служби Державного Протоколу і Церемоніалу Секретаріату Президента України.
З 2008 року — старший консультант організаційно-протокольного відділу Служби Державного Протоколу і Церемоніалу Секретаріату Президента України.

### Політична діяльність
Депутат Київської міськради від Блоку Віталія Кличка (2008–2012). Член постійної комісії з питань гуманітарної політики.

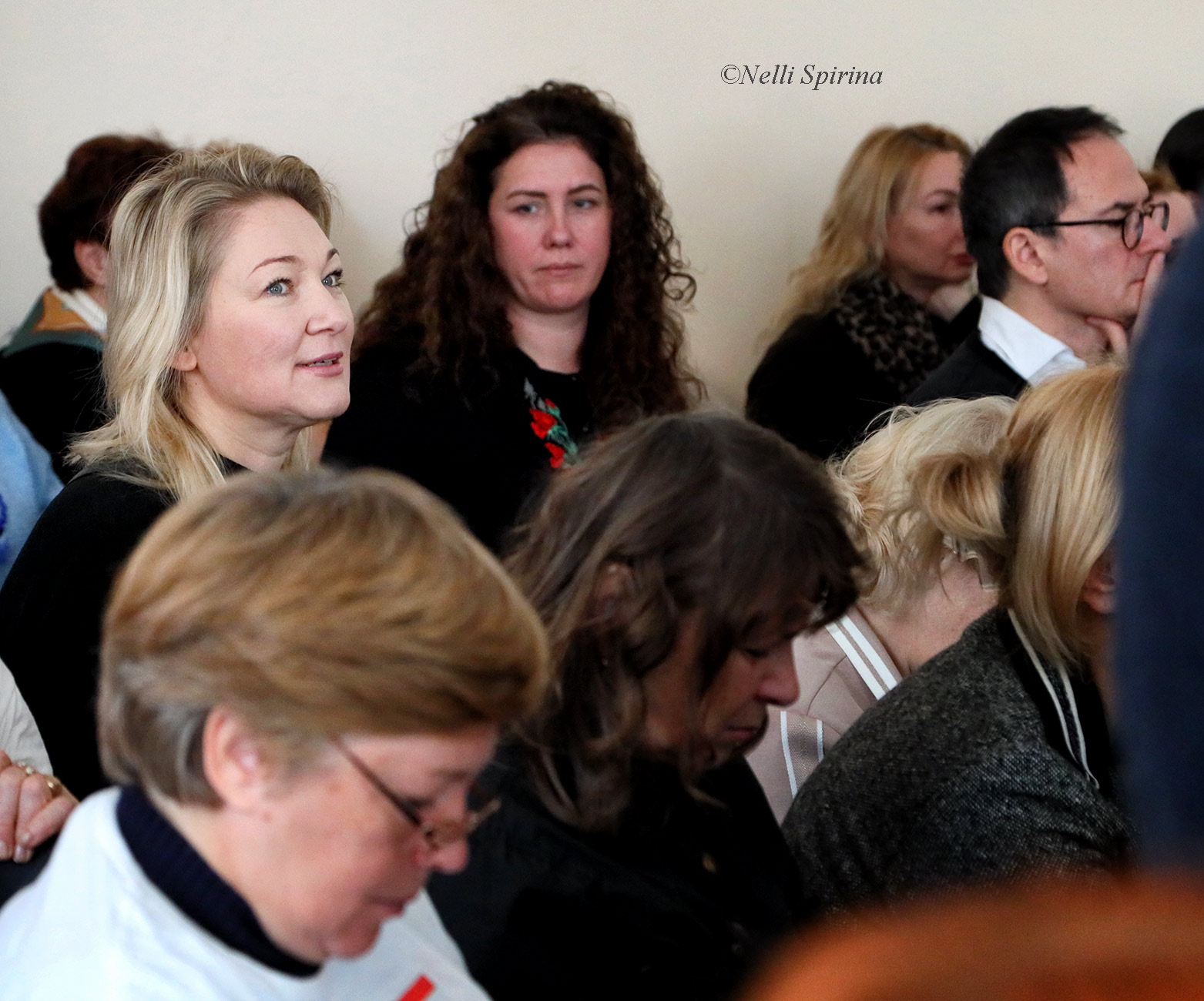
Народний депутат України Марія Іонова, Ольга Червінська та болгарський журналіст-розслідувач Христо Грозев у складі групи підтримки полковника Романа Червінського на судовому засіданні в Печерському районному суді м.Києва 7.11.2024 року

Народний депутат України 7-го скликання з 12 грудня 2012 від ПП «УДАР (Український демократичний альянс за реформи) Віталія Кличка», № 16 в списку. На час виборів: заступник голови Центрального виконавчого комітету з проєктів та програм міжнародного співробітництва ПП «УДАР Віталія Кличка», член ПП «УДАР (Український демократичний альянс за реформи) Віталія Кличка». Член фракції ПП «УДАР (Український демократичний альянс за реформи) Віталія Кличка» (з грудня 2012), член Комітету з питань охорони здоров'я (з грудня 2012), голова підкомітету з питань законодавчого забезпечення охорони материнства та дитинства, репродуктивного здоров'я.[джерело?]
Народна депутатка 8-го скликання. Обрана у 2014 році від «Блоку Петра Порошенка» (№23 у списку) як безпартійна. Заступниця голови Комітету Верховної Ради України з питань європейської інтеграції.
20 вересня 2016 року не голосувала за проєкт постанови про «Заяву Верховної Ради України з приводу невизнання Україною легітимності виборів до Державної Думи Федеральних Зборів Російської Федерації сьомого скликання».
31 травня 2019 року була обрана у президію та центральну політраду партії «Європейська Солідарність». Була обрана народною депутаткою 9 скликання від партії «Європейська Солідарність» номером 23 у списку як членкиня партії. Членкиня однойменної фракції. Членкиня Комітету з питань зовнішньої політики та міжпарламентського співробітництва.

### Родина
Чоловік Василик Мирон Теодорович (1962) — американський громадянин українського походження, дочка Софія Василик.